# The Riverbend
The Riverbend je slovenska country skupina z Gorenjske. Do 6. septembra 2022 so nosili ime Mali Oglasi Band.

## Zgodovina
Skupino sestavljajo izkušeni glasbeniki. Svoje delovanje so pričeli s preigravanjem znanih skladb na druženjih in malih odrih, nato pa tudi z ustvarjanjem avtorskih pesmi in igranjem na velikih odrih na raznih festivalih in prireditvah. Njihov repertoar zajema country glasba, prav tako pa tudi folk, rock, western rock in irska glasba, kjer so redno vključeni klasični in tradicionalni inštrumenti. 
Skupina sodeluje tudi z različnimi slovenskimi glasbeniki, med njimi spadata tudi Andrej Šifrer in Peter Lovšin. 

## Sedanja zasedba
- Simona Benko – vokal
- Marko Berčič – vokal, kitara, električna kitara, banjo, irski buzuki
- Bojan Šen – pedal steel kitara, banjo, mandolina, električna kitara, kitara, orglice, tamburin, vokal
- Robert Janežič – klaviature, harmonika
- Dean Rozman – bas kitara
- Rok Rozman – bobni
- Tina Blaznik – violina

### Gostujoči člani
- Alen Bučar Baras – vokal, kitara
- Robert Ivačič – orglice

### Nekdanji člani
- Marta Ribič – violina
- Žiga Janežič – električna kitara
- Žiga Lacko – električna kitara
- Tomo Zelnik – bas kitara
- Gregor Seme – bobni
- Aleš Pirc – bobni

## Diskografija
- Do konca in naprej (2017)